# 艾琳·艾德勒
艾琳·艾德勒（Irene Adler），是亞瑟·柯南·道爾的偵探小說《福尔摩斯》故事中的虛構人物，是位美國歌劇演員，也是名詐欺師。
她僅登場在《波希米亞醜聞》中，是唯一的一位曾經打敗過福爾摩斯的女人，也是福爾摩斯一生中唯一可能愛過的女人。福爾摩斯對她有著特別的情愫，很明顯地對於她跟對別的女人是不一樣的，福爾摩斯稱艾琳·艾德勒為「那個女人（the woman）」，在《波希米亞醜聞》中，福爾摩斯最後特別留下她的照片收藏。

## 主要經歷

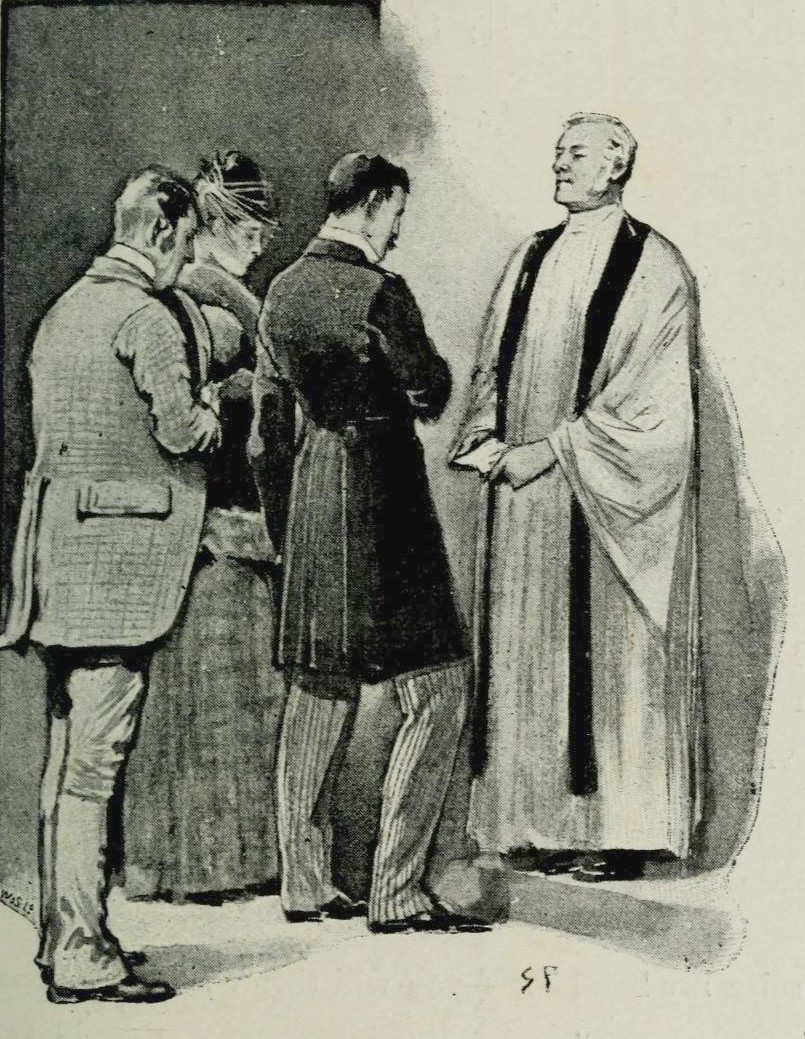
在福爾摩斯的證婚之下，艾琳·艾德勒與戈弗雷·諾頓成婚

艾德勒1858年出生于美國新泽西州，意大利斯卡拉歌剧院首席女歌手，主修女低音。
曾在斯卡拉大劇院演出過，后移居伦敦，是社會名流交際花。

## 改編作品
- 日本漫畫《名偵探柯南》要角之一，灰原哀名字的由來，同時也是其母宮野艾蓮娜名稱的由來(詳見註一)。
- 日本漫畫《憂國的莫里亞蒂》改編《波希米亞的醜聞》這段故事，因掌握大英帝國祕密文件遭到追殺，與MI6軍情六處進行條件交換而後對外宣稱假死，並以男裝麗人身份加入MI6，改名為詹姆斯·龐德(即為初代007情報員)
- 《名偵探柯南：貝克街的亡靈》，配音員：島本須美
- 《福爾摩斯》，演員：瑞秋·麥亞當斯
- 《福爾摩斯：詭影遊戲》，演員：瑞秋·麥亞當斯
- 將她設定為SM女王，演員：Lara Pulver
- 小說《屍者的帝國》，為海妲里·莉莉斯在事件結束後使用的身分，配音員：花澤香菜
- 《基本演绎法》，由娜塔莉·多莫飾演，劇中被設定為一名畫家，也是福爾摩斯已逝的情人，但其實她是假死，其真實身分是福爾摩斯一直追緝的犯罪集團首腦潔米·莫里亞蒂。